# Cistercijanski samostan Heiligenkreuz
Samostan Heiligenkreuz je cistercijanski samostan (OCist) pri Heiligenkreuzu v Dunajskem gozdu (Wienerwald) v Spodnji Avstriji. Od svoje ustanovitve leta 1133 je deloval neprekinjeno, zaradi česar je za samostanom Rein drugi najstarejši neprekinjeno delujoč cistercijanski samostan na svetu.
Samostan Heiligenkreuz je v mestu Heiligenkreuz v okrožju Baden, 15 kilometrov zahodno od Dunaja.

## Zgodovina

### Izvor
Vas Heiligenkreuz se je razvila mnogo pozneje kot prvotna zasnova srednjeveškega samostana, ki očitno ni imel predhodnikov.
Nedaleč stran je prvotno gradišče, katerega naseljeno območje se zdaj imenuje "Marienwiese" in ima vzdevek "Burgstall". Danes ga imenujejo "gradišče Burgstall" in leži nad Cholerakapelle v dolini Helenental na južni in jugozahodni strani na naravni utrditvi s strmim padcem do reke Schwechat. Na drugi strani planote je bila naselbina povezana  z vrsto skalnatih strmih pečin, uravnanih zunaj in znotraj. To je mogoče videti v vmesnih plitvejših presledkih iz umetnega polnila in delni obzidavi. Celotno območje poselitve bi lahko zaprli in pred zunanjimi napadi branili s sorazmerno malo truda. Ta Castrum (utrjeno naselje) ni bil arheološko raziskan vse do danes.
Leta 1988 so izkopali roparski grob s 120 kg surovega bakra starosti žarnih grobišč (1200 do 750 pr. n. št.), kar bi bilo mogoče potrditi s keramičnimi artefakti. Najdba nekaj rimskih kovancev iz druge polovice četrtega stoletja omogoča sklep o ponovni uporabi ali samo predhodnem obisku v starodavnem naselju v pozni antiki.
Naselje Burgstall pri Cholerakapelle spada v skupino prazgodovinskih višinskih naselij, od tod Castra, v južnem Dunajskem gozdu, ki so bila pomembna predvsem zaradi predelave barvnih kovin.
Nekdanje gradišče Burgstall je zdaj zaščiten spomenik.

### Ustanovitev samostana
Samostan je leta 1133 ustanovil sv. Leopold III. iz dinastije Babenberžanov in ga velikodušno podaril v dedovanje svojemu sinu in nasledniku Leopoldu IV. avstrijskemu. To je eden od 300 samostanov, ki so nastali, ko je živel sv. Bernard iz Clairvauxa. Poselitev je omogočil matični samostan Morimond iz Burgundije, njegov prvi opat je bil Gottschalk. Redno samostansko življenje se je po tradicionalnem izročilu začelo 11. septembra 1133. Toda datum ustanovitve ni omenjen v dokumentih; ustanovna listina je bila napisana leta 1230, in to z letnico 1136 in ne 1133.
Naslednji hčerinski samostani so izšli iz Heiligenkreuza:
- 1138 samostan Zwettl
- 1141 samostan Baumgartenberg
- 1142 samostan Cikádor na Madžarskem

in pozneje
- 1197 samostan Marienberg v Burgenlandu
- 1202 samostan Lilienfeld
- 1263 samostan Zlatá Koruna
- 1327 samostan Neuberg
- 1734 do 1878 samostan Monošter
- 1988 prior samostana Stiepel v bochumskem okrožju Stiepel skrbi za večje romarsko območje Porurja

Leta 1881 je samostan Neukloster iz Wiener Neustadta sprejel kot unio extinctiva  pravno osebo samostan Heiligenkreuz.
V ustanovni listini je država določila, da je bil izročen samostan z ozemljem:
»Od sotočja potoka in sedla Schwechat pri Mayerlingu v smeri Mühlwegesa do Priefamtanna, nato do vasi Hausruck, od tam po omenjeni cesti k potoku Sattelbach in na hrib Hocheck, od tam čez Dornbach na rob gore Gaisruck in do Sittendorferja po gozdni poti do izvira potoka Marbach, od tam na cesto, ki vodi do Traiskirchnerja in do postaje, nato do izvira pri kraju Muchersdorf, naprej do Ebenberga in naprej po cesti, ki pelje navzdol (navzdol Heutal) do potoka Sattelbach in navzdol do sotočja s Schwechatom.«
Po  priključitvi je 15 jahačev iz soseščine kot priče skupaj prejezdilo opisano mejo:
"Graf Konrad von Peilstein, Otto von Lengenbach, Rapoto von Nöstach, Sterfrit von Pötzleinsdorf, Otto von Leesdorf, Ulrich von Gaaden, Ulrich von Siegenfeld, Rudiger und sein Bruder Rupert von Sittendorf, Anshalm von Sparbach, Eberger von Alland, Hartung von Rauheneck, Jubot von Tribuswinkel, Ozo und Otfried von Mayerling, Hartwig."
V ustanovni listini zapisana samostanska posest je na območju, ki je znano iz začetka 12. stoletja kot negotova vzhodna meja. Da bi izkrčili in vzpostavili komunikacijsko omrežje, so bili cistercijani povabljeni, da se tam naselijo. Prvotno ozemlje donacije približno ustreza območju današnje občine, vključno s priključeno vasjo Preinsfeld. Brunsfeld (Preinsfeld) je kupil 1133-1135 menih Anselm von Lachsendorf za samostan.«

### Srednji vek
V prvem obdobju delovanja samostana se je pokazalo, da sta gospodarska osnova in prva skupnost menihov prešibki. Menihi so se odločili, da se leta 1206 premaknejo v zahodno Madžarsko na ozemlje današnjega gradu Königshof, da ne bi trpeli zaradi lakote. Potem so dobili kaščo Trumau in še dodatno Freigut Thallern z opombo "za bratstvo v bolezni, za krepitev vino more biti".
Dobrih 100 let po gradnji romanske arhitekture je bila zgrajena v samostanu prva gotska stavba.
Visokoromanska cerkev z ladjo, fasado, prečno ladjo in izvirnim korom je bila končana leta 1187, po 50 letih gradnje, in posvečena 31. maja 1188 z dragoceno 23,5 cm veliko relikvijo za čaščenje, ki jo je ta dan daroval Leopold V.
Trajalo je približno še enkrat toliko, da so bili leta 1240 končani gotski samostan in druge samostanske stavbe, kot so kapiteljska dvorana, refektorij, dormitorij (spalnice), fraterija (prostor za laične brate), še posebej križni hodnik na jugu cerkve. Dolgotrajna gotska obnova je povzročila rušenje sorazmerno majhnega romanskega kora in njegovo zamenjavo z veliko večjim visokogotskim dvoranskim korom, ki se je končal skupaj z Brunnenhausom (vodnjak) v križnem hodniku leta 1295 ob odprtju. Hkrati je bila končana tudi Bernardikapelle.
Do poznega 13. stoletja so bili v samostanu Heiligenkreuz pokopani praktično vsi člani družine Wildegg in Altenburg.

### Novi vek
Leta 1642 je bila nova samostanska stavba na jugu križnega hodnika in fraterija končana že v baroku. Letnica 1667 pomeni začetek gradnje zakristije. Nekaj let pozneje, leta 1674, je bil končan baročni cerkveni stolp.
Leta 1683 so samostan napadli Turki in ga zažgali. Med obnovo pod opatom Clemensom Schefferjem je bil samostan razširjen v baročnem slogu. Tako stojijo stavbe, zgrajene leta 1691, na zahodu in sestavljajo veliko poligonalno samostansko dvorišče.
Leta 1710 je bila končana širitev Anine kapele, na drugi strani kapiteljske dvorane pa je  bila leta 1713 dozidana Pogrebna kapela. 1730 so bila končana "stara samostanska vrata", 1729-1730 postavljen steber svete Trojice in leta 1739 Jožefov vodnjak.
Pod Jožefom II. je ostal samostan leta 1783 odprt, ker so se menihi ukvarjali s protireformacijo in izobraževanjem; ta področja dejavnosti so bila v razsvetljenstvu legitimna.
Leta 1802 je bila ustanovljena filozofska in teološka izobraževalna ustanova za usposabljanje duhovnikov za samostane Zwettl, Lilienfelda, Heiligenkreuz in Neukloster.

### 20. stoletje do danes
Po priključitvi k tretjemu rajhu (1938) je bilo predvideno posredno uničenje meniškega življenja z gradnjo avtoceste neposredno nad samostanom. Te načrte je preprečila druga svetovna vojna in trasa današnjega dunajskega zunanjega obroča avtoceste vodi proti severu mimo kraja Heiligenkreuz. Proti koncu druge svetovne vojne so zvonove iz zvonika zasegli kot surovino za izdelavo orožja. Ruska zasedba je tudi ogrožala meniško življenje.
Leta 1976 je bil Institutum Theologicum povzdignjen v fakulteto. Danes je eden največjih centrov za usposabljanje nemško govorečih duhovnikov. V Heiligenkreuzu je tudi hiša Leopoldinum, škofijsko semenišče.
Relikvija  pravi križ je danes v leta 1983 zgrajeni Kreuzkapelle. Relikvija sina Leopolda III., Blaženega Otta Freisinga (1112-1158), freisinškega škofa (1138-1158), je v dragocenem svetišču v podstavku glavnega oltarja. Poleg tega je visok oltar samostanske cerkve ohranil del trnove Kristusove krone.

Papež Benedikt XVI. je univerzo 28. januarja 2007 na praznik sv. Tomaža Akvinskega povzdignil v Philosophisch-Theologischen Hochschule Benedikt XVI. Heiligenkreuz. V poznih popoldanskih urah 9. septembra 2007 je papež Benedikt XVI. obiskal samostan in univerzo.
25. januarja 2014 je v Leopoldinumu izbruhnil požar, ki je bil hitro pogašen. Škoda je bila k sreči le materialna.
Poleg običajnih zvonov so v Heiligenkreuzu enkratni Carillon (zvonovi) v Avstriji, v katerih se 43 zvončkov lahko aktivira s pomočjo klavirature. Carillon  igra vsako leto prvi konec tedna v avgustu na koncertu; vse leto igra vsako uro do deset minut pred uro hvalnico iz ustrezne liturgične sezone (advent/velika noč/Marijin mesec v maju itd.)

### Povzetek
Samostan Heiligenkreuz deluje od svojega začetka brez prekinitev. Trenutno (2010) je v njem 88 menihov. Poudarek je na negovanju meniškega življenja, bogoslužju in gregorijanskem koralu v latinščini. Nekateri menihi, ki se ukvarjajo z duhovniško dejavnostjo, delujejo v 17 župnijah, drugi delajo kot znanstveniki in profesorji na univerzi.
Heiligenkreuz je samostan, v katerem se ohranja samostanska tradicija (na primer gregorijanski koral, maša v latinščini), vendar znova in znova oživi kritika liberalnih tokov Katoliške cerkve. Povezana univerza prispeva v Merian svojo stran konservativne teologije v nemško govorečih državah.

## Pomembni stanovalci samostana
- Heinrich von Schüttenhofen (13. stoletje), pisatelj
- Gutolf von Heiligenkreuz († okoli 1300), učenjak, pridigar, zgodovinar, opat  samostana Marienberg okoli 1270
- Anton Wolfradt († 1639), škof Dunaja
- Alberich Mazak (1609–1661), baročni skladatelj
- Mathias Palffy (1602–1647), med 1639-1647 inovator in opat samostana Pannonhalma[13]
- Martino Altomonte (1657–1745), slikar
- Giovanni Giuliani (1663–1744), slikar in kipar
- Dothumbk Bilimek (1813–1884), zoolog in botanik
- Wilhelm Anton Neumann (1837–1919), svetopisemski učenjak in Rector magnificus  Dunajske univerze
- Nivard Schlögl (1864–1939), profesor eksegeze Stare zaveze na Dunajski univerzi
- Jörg Lanz von Liebenfels (1874–1954), vpliven rasni teoretik, leta 1899 je zapustil samostan, manj kot leto dni po svoji posvetitvi
- Alberich Rabensteiner (1875–1945), prior samostana Neuklosters in mučenik vere v zadnjih dneh druge svetovne vojne
- Christian Feurstein (* 1958), nekdanji prior, opat samostana Rein
- Karl Wallner (* 1963), rektor Univerze za papeške pravice in tiskovni predstavnik samostanov

## Grobnice Babenberžanov
V samostanu je grobnica družine Babenberžanov, mejnih grofov in avstrijskih vojvod v srednjem veku. Številni vladarji in starejši člani te hiše so pokopani v samostanu, kjer so grobnice kraljevega zavetnika Heiligenkreuza v kapiteljski dvorani, sejni sobi menihov.
Kar je cesarska grobnica na Dunaju za Habsburžane, je kapiteljska dvorana samostana Heiligenkreuz za Babenberžane. Poleg njih sta tukaj pokopana tudi vnuka habsburškega prestolonaslednika Rudolfa. Devet spomenikov opozarja na osebe, ki so tukaj pokopane:
- 1. Adalbert (* okoli 1098; † 1138) –  sin mejnega grofa Leopolda III. Svetega
- 2. Ernst (*okoli 1110; † 1137) –  sin mejnega grofa Leopolda III. Svetega
- 3. Leopold IV. Avstrijski  (* okoli 1108; † 1141) –  sin mejnega grofa Leopolda III. Svetega
- 4. Gertrude Saška (* 1115; † 1143) –  prva žena Henrika II., svetega, hči cesarja Lotarja III.
- 5. Leopold V. Avstrijski (* 1157; † 1194) –  sin Heinrika II. Svetega
- 6. Henrik starejši von Mödling (* 1158; † 1223) –  sin Heinrika II. Svetega
- 7. Richza Češka († 1182) –  žena Henrika starejšega von Mödlinga, hči kralja Vladislava II.
- 8. Friderik I. (*okoli 1175; † 1198) –  sin Leopolda V.
- 9. Henrik Kruti (* 1208; † 1227/1228) –  sin Leopolda VI.
- 10. Agnes von Thüringen (* 1205; † pred 1247) –  žena Henrika Krutega, hči deželnega grofa Hermana I. von Thüringen
- 11. Henrik mlajši von Mödling (* 1223; † 1236) –  sin Henrika starejšega von Mödlinga
- 12. Friderik II. (* 1211; † 1246) –  sin Leopolda VI.
- 13. Rudolf –  vnuk Rudolfa I.
- 14. Henrik –  vnuk Rudolfa I.

Včasih je bilo več ljudi pokopanih v istem grobu. Za babenberškega vojvodo Friderika II., zadnjega, ki je vladal v Avstriji in je bil velikodušen pokrovitelj samostana, je bila narejena impresivna visoka grobnica v kapiteljski dvorani. Drugi ljudje so bili pokopani pod preprostimi kamnitimi ploščami, ki so že močno obrabljene in zato težko berljive.

## Samostanske stavbe

### Samostanska cerkev

#### Romanska glavna ladja
Proti koncu 12. stoletja je bila triladijska bazilika zaključena v najčistejši romaniki. Srednja ladja je visoka, obokana s svetlobnim nadstropjem (bazilikalnimi okni). Svetloba z oken severne stranske ladje pada prek arkadnih obokov v ladjo, na drugi strani pa je v južni stranski ladji sorazmerno temno. Masivni pravokotni pilastri segajo do lokov, kjer so kapiteli in impost, prečnik.
Vse ladje, ki so razdeljene na deset enakih obočnih pol in so zajete v stranskih ladjah s polkrožnimi vzdolžnimi loki in v glavni ladji, so značilno romansko rebrasto obokane. Pole so vedno ločene s pravokotnimi prečnimi loki, katerih konci so na pilastrih, ki so zaključeni z imposti. V glavni ladji in na zunanjih stenah stranskih ladij so pilastri le približno en in dva metra dolgi kosi, ki počivajo na izstopajočih konzolah. V osrednji ladji na teh konzolah na obeh straneh stojijo okrogli tričetrtinsko okrogli služniki, na katerih stojijo ploska rebra oboka.
- leva stranska ladja, tlakovana s ploščami iz Kaisersteina
- srednja romanska ladja
- desna stranska ladja

Zahodna zatrepna stena je visoko nad portalom skoraj v višini svetlobnega nadstropja s tremi okroglimi obokanimi okni, ki simbolizirajo sveto Trojico. V večernih urah se zahajajoče sonce potopi v ladji v mistično svetlobo.
Baročne korne klopi v zadnjih treh obokih delujejo usklajeno. Leta 1707 jih je izdelal Giovanni Giuliani (1664–1744). Kor izvira iz 15. stoletja.
Glavna ladja je najstarejši del cerkve. Na vzhodnem koncu je prečna ladja, sestavljena iz dveh enako velikih delov, ki so precej nad zunanjimi stenami stranskih prehodov. Prej povsem romanski transept so zaradi zagotavljanja iste širine z visokim gotskim dvoranskim korom precej gotizirali, zlasti na vzhodni steni in v obokih.
V severni prečni ladji so velike orgle, katerih višina doseže skoraj zgornjo mejo, in so tu po restavriranju Helmuta Allgäuerja leta 1997. Orgle, ki jih je leta 1804 izdelal cesarski mojster Ignaz Kober, imajo dva manuala oziroma klaviaturi, 55 registrov in 2959 cevi. Nanje sta igrala znana skladatelja Franz Schubert in Anton Bruckner. So prve velike romantične orgle v Avstriji. Do leta 1950 so stale v baročni empori nad glavnim vhodom ladje. S tem so prikrivale svetlobo skozi okna na zahodni steni. Empora je bila odstranjena in orgle premeščene.
Poleg velikih Koberjevih orgel so v cerkvi še manjše korne orgle Johanna Wimola iz leta 1746 z enim manualom in 11 registri, ki jih je tudi obnovil Allgäuer.
Pročelje samostanske cerkve v samostanskem dvorišču predstavlja bazilikalno zvišanje ladje. Osrednja ladja je dvakrat tako široka kot stranski. Nadstrešek stranskih ladij je približno na pol poti do kapi osrednje ladje.
Glavni portal ima tri arhivolte z zaprtim timpanonom in stranskimi stebri. V sredini nad zunanjim lokom stoji na konzoli svetnik, na obeh straneh v višini loka ob strani podboja je polsteber z majhnim obeliskom. Slednji je iz renesanse in poznejših dopolnitev. V levem hodniku je manjši portal z dvostopenjskimi arhivolti s timpanonom.
V sredini višine fasade je skupina treh oken različnih velikostih, okroglo obokanih, z dvostopenjskimi arhivolti. Njihovi zunanji loki so prekriti z izrazitimi profili, ki se nadaljujejo v obokih. V sredini osrednje ladje so majhna obokana okna potisnjena do kapi. Približno na pol poti do stranske ladje je srednje veliko obokano okno. Vzporedno z napuščem ladij tečejo večslojne slepe arkade.
Sleme je začinjeno s kamnitim Lazarjevim križem.

#### Visokogotski dvoranski kor
Predhodnik tega novega kora je bil precej manjši romanski kor, komaj širši od ladje. Množice romarjev, ki so hodili častit relikvije, so zahtevale visok prostoren kor in korni obhod, kar je bilo mogoče izpolniti le z gradnjo velikega obsega. Zgrajen je bil nov kvadratni visokogotski dvoranski kor, sestavljen iz devetih kvadratov enako visokih reber. Zunanji prehod bi lahko opisali kot "ambulatorij". To je največji gotski dvoranski kor te vrste v Avstriji. Skupaj s prečno ladjo preseže osnovno površino glavne ladje.
Vzhodna in severna zunanja stena sta obsežni, z obokanimi visokimi okni, z lancetami in gotskim krogovičjem elegantno zgrajena, v vsaki poli par, v osrednji vzhodni steni pa veliko okno. Približno polovica zasteklitev je izvirna iz obdobja okoli leta 1290.
V baroku so cerkev precej barokizirali. Veliko vzhodno srednje okno je bilo zazidano in zapolnjeno z masivnim baročnim oltarjem. V poznem 19. stoletju so baročne elemente v veliki meri odstranili in zgradili novo stransko emporo v neogotskem slogu.
V stranski galeriji so neogotske orgle, ki so tudi zgodovinske in celo starejše od velikih Koberjevih orgel: leta 1746 jih je postavil Jan Výmola v prezbiteriju, z enajstimi registri, porazdeljenimi čez manual in pedal. 1894 je Výmola orgle preselil v novozgrajeno stransko galerijo. Leta 1994 so bile orgle slogovno obnovljene.
Oltarna slika, Marijino vnebovzetje Johanna Michaela Rottmayerja, je nameščena na korni strani. Okno je spet odprto. Nad oltarjem v sredini kora je bil zgrajen neogotski baldahin. Tu je romanski križ iz leta 1138 v mojstrski izvedbi, ki predstavlja Kristusa.
Neposredni naslednik te neobičajne dvoranske oblike je v Neubergu an der Mürz, vendar pa se razteza po celotni cerkvi.

### Križni hodnik
Križni hodnik, središče samostana, leži ob južni steni ladje in zahodni steni kapiteljske dvorane in fraterije. Na zahodu meji z vitkim delom stavbe s križnim hodnikom in dodatnimi sobami na jugu mlajše samostanske stavbe. Romansko-gotski križni hodnik obdaja lepo vzdrževano dvorišče. Severna in južna galerija sta dolgi sedem obočnih pol, vzhodna in zahodna galerija pa le šest. Galerije so razdeljene na zunanji strani s preprostimi pravokotnimi stebri, ki podpirajo horizontalne podpore obokov. Ljubka romanska oblika vmesnih prostorov je nad parapetom napolnjena s štirimi okni in petimi pari rdečih okroglih stebrov. Podkvasti loki (mavrski vpliv?) v luneti imajo različne krožne odprtine, tudi v obliki "volovskega očesa", velika značilnost krogovičja.
Na vseh galerijah križnega hodnika je drugo nadstropje s sodobnimi pravokotnimi okni. V notranjost križnega hodnika je dostop prek "Starih vrat" v jugozahodnem kotu zunanjosti samostanske cerkve.
V galerijah je spet čisto gotski slog, prerez ima nedvoumno ošiljene loke. Oboki so pokriti z gotskimi rebrastimi loki. Profilirana rebra in pasovi slonijo na stenah na rezbarsko okrašenih konzolah, na strani dvorišča so bujni skulpturirani kapiteli nad svežnjem rdečih tričetrt okroglih stebrov. Ti so še vedno dopolnjeni z rdečimi krožnimi stebri, ki ločujejo odprtine, in stojijo na parapetu. Temelji za obočna rebra so okrašena z rozeto, kot so rože, majhne skulpture, ki spominjajo na "raj". Na notranji strani galerije so kamnite klopi.
Ena od galerij se imenuje Grabsteingang. Na stenah so nagrobni kamni dobrotnikov, ki so v srednjem veku darovali samostanu posesti, vinograde ali drugo in s tem prispevali k preživljanju menihov. Ti pokrovitelji so bili pokopani v zahvalo v križnem hodniku.
Drug del križnega hodnika se imenuje Lesegang (prostor za branje), saj so se menihi tukaj zbirali za branje. Bralec je stal na leseni prižnici, poslušalci pa na nasprotni strani galerije na lesenih klopeh. Baročna ureditev je imela naslone za roke na sedežih opata in njegovih dveh pomočnikov (prior in podprior).
 Lesegang je zastekljen s stekli, ki deloma izvirajo iz 13. stoletja. Ti so urejeni v različnih odtenkih sive s slikarijami v slogu grizaj.

### Kapiteljska dvorana
Kapiteljska dvorana je bila sejna soba menihov, v kateri so na vsakem srečanju, vsaj na začetku, brali Sveto pismo. Za menihe, ki so bili upravičeni, da se udeležijo teh srečanj, so uporabljali ime "Kapitular". Kot pri skoraj vseh samostanih te vrste se kapiteljska dvorana na vzhodni galeriji križnega hodnika odpira skozi dve okni in vrata, ki jih ni mogoče zapreti, in po treh stopnicah pripelje do njega. Kapiteljska dvorana je razdeljena na devet kvadratnih obokov s štirimi delnimi rebrastimi loki in pasovi na stenah do štrlečih konzol in v prostoru podprtimi s štirimi osmerokotnimi stebri. Današnja rebra, impost in kapiteli kažejo baročno preobleko. V vzhodni steni so tri velika krožna barvita glazirana okna  "bikovo oko".
Dvorana je tudi grobnica donatorjev samostana hiše Babenberžanov. Danes je devet preprostih nagrobnih kamnov na tleh. Za vojvodo Friderika II. (1211-1246), zadnjega Babenberžana, ki je vladal v Avstriji in bil velikodušen mecen samostana, je bil narejen impresiven visok grob.
Na baročnih freskah v kapiteljski dvorani so prikazane pokopane osebe.

### Fraterija
Fraterija je delovni prostor laičnih bratov. Dostopna je iz križnega hodnika in dveh drugih delov. Prostor je bil gotovo prvotno razdeljen na različne vrste delavnic, kot so čevljarska, krojaška, tesarska in druge. Poleg "delavnic" je bil skriptorij. V njem so menihi pisali knjige ali jih kopirali. Bil je edini ogrevani prostor v samostanu. Leta 1992 je bil odkrit prehod prek stopnic v Kalefaktorium, kotlovnico.
Fraterija obsega vsaj 3 × 6, torej osemnajstkvadratni obok, razdeljen s širokimi pravokotnimi trakovi s koničastimi loki v vzdolžni in prečni smeri. Končajo se v stenah, skoraj navpično, brez konzole v zidu. Skupno deset slopov, večina okroglih, nosi preostale loke, ki se končajo s profiliranimi imposti in bazami. Tudi tukaj se prepozna romanika.

### Bernardova kapela
Danes je to zimska kapela za menihe; v preteklosti so jo uporabljali predvsem od vseh svetih do velike noči. Notranja dolžina je 20,2 m, širina pa 7,3 m. Višino je težko določiti zaradi nasipov na tleh. Zatrepna okna segajo do višine zaključnega kamna. Obok ladje je v šestih delih. Šest diagonalnih reber je združenih v dva sklepnika. Oltar ima šestdelni zvezdast obok in tudi tu je šest reber združenih v sklepniku.
Kapela je zadnja velika stavba, ki je bil postavljena v Heiligenkreuzu v srednjem veku. Ni natančnih podatkov o času gradnje, vendar je v Continuatio Vindobonensis  podatek o približno 1290. Prvotno jo je posvetil Erazmus Antiohijski in je bila uporabljena kot ambulanta (lat.: infirmus - nemočen, šibek, bolan) ali del ambulante v prvem nadstropju na zahodu sosednje stavbe. Na severni strani kora je v srednjem veku stala zakramentna hišica, vendar ni bila ohranjena do 19. stoletja. Na južni strani je bil do 20. stoletja barokiziran portal.
21. decembra 1910 je kor zajel požar. Ker se je kapela desetletja uporabljala kot sveti grob, je bil korni zaključek zgrajen kot ogrodje. Pozneje se je kapela uporabljala za molitev in maševanje; opat Karl Braunstorfer jo je ogreval kot zimsko kapelo in dodal okna, ki jih poslikala avstrijska umetnica Margret Bilger. 13 oken so izdelali med letoma 1963 in 1964, predstavljajo svetopisemski cikel in so glavno delo gornjeavstrijske umetnice. 
Zunanjost je značilna cistercijansko preprosta. Masiven cokel se razteza okoli izmeničnih močnih in šibkih stebrov kot tudi okoli stene. Okna so gladka, brez profiliranja. Erker na zatrepu zahodne strani, kjer danes stoji kip Bernarda, je bila prvotno niša z zvonom kot nadomestek za prepovedan srednjeveški zvonik.
Gradbeni material je drugačen od vseh drugih stavb. Namesto kamna Siegenfelderstein kot za večino je bil uporabljen Leitha peščenjak, verjetno iz kamnoloma Kaisersteinbruch.

### Pogrebna kapela
Pogrebna kapela med kapiteljsko dvorano in fraterijo je bila v srednjem veku parlatorium edini prostor, v katerem so menihi smeli govoriti, ker je v samostanu vladal splošen molk. Od leta 1713 je ozek prostor s tremi križnimi oboki pokrit. Uporablja se kot pogrebna kapela. Umetniško jo je zasnoval Giovanni Giuliani. Ples okostnjakov sveti (kot svečnik) pokojnemu sobratu, ki je ležal sredi kapele na poti do večnosti.

### Anina kapela
Istočasno kot Pogrebna kapela je bila narejena tudi Anina kapela med korom cerkve in kapiteljske dvorane. V srednjem veku je bila v njej knjižna zbirka samostana, imenovana Armarium.

### Zakristija
Zakristija je bila dodana na jugovzhodnem vogalu gotskega dvoranskega kora v 17. stoletju.  Pravokotni prostor z velikimi okni na treh straneh ima razčlenjen obokan strop, okrašen s štukom. Zunanja okna so prekinjena z majhnimi lunetami nad loki. Zakristija ima kakovostne rokokojske freske.

### Stara vrata
"Stara vrata" je majhna soba, v katero je bilo mogoče v srednjem veku priti neposredno od zunaj v jugozahodnem kotu križnega hodnika. Menih je tukaj čakal na sprejem do leta 1970. Baročna freska prikazuje Devico Marijo, svetega Benedikta (v črni kuti) in svetega Bernarda (v beli kuti). Med udeleženci je čutiti simbolično zaščito tega svetnika.

### Zvonik
Čeprav srednjeveške cistercijanske cerkve običajno niso imele zvonika, je bil v Heiligenkreuzu zgrajen in je viden od daleč. Zgrajen je bil leta 1674 v kotu med severno stransko ladjo in severno prečno ladjo v baročnem slogu. Sorazmerno majhen strešni jezdec je bil nadomestek, tudi v Heiligenkreuzu, in stoji na vzhodnem koncu kornega grebena,  je barokiziran.

### Kreuzkirche
Sodobna cerkev poveže na severni strani prečno ladjo in zvonik. Zgrajena je bila leta 1982 in ima dragoceno relikvijo. Njen tloris ima obliko latinskega križa, ki je obrnjen proti zahodu in ima zaobljeno apsido.

### Vodnjak
Edini vir pitne vode v samostanu v srednjem veku je bil vodnjak, neposredno na meji južne galerije. Leta 1295 je bila končana gradnja visokogotske devetkotne stavbe, ki daje vtis razkošne kapele z gotskimi okni in barvitimi steklenimi ploščami, na katerih je prikazana družina Babenberžanov, z rebrastim obokom s sklepnikom, ki predstavlja Kristusa na prestolu (izvirnik iz hrasta je v muzeju ) in končno piramidni renesančni vodnjak, izdelan iz svinca. Ta estetsko oblikovani posvetni prostor je imel čudno vlogo vodnjaka in pralnice, za kar so teološki razlogi. Veličastna sakralna notranjost naj bi spomnila menihe, da se dogajajo tudi navadne dnevne dejavnosti pred obrazom Kristusa (sklepnik) in da vedno služijo z vsem in povsod Bogu.

### Samostansko dvorišče
Zahodno od srednjeveške samostanske stavbe s fasado samostanske cerkve in vhodov v cerkev in na območju samostana je veliko poligonalno dvorišče. Poleg omenjenih dvonadstropnih stavb, razen fasade cerkve, je obdan z mlajšo dvonadstropno samostansko stavbo v baročnem slogu, ki je bila narejena proti koncu 17. stoletja. Na najkrajši severni strani dvorišča je velik okrogel obokan vhodni portal, nad katerim se dviga petnadstropni stolp, z dovršeno izdelano baročno fasado iz Kaisersteina in se ponaša s teraso z bogato okrašeno balustrado. Zunanji vogali stavbe so opremljeni s krožnimi stolpi, ki se začnejo delno v pritličju in se končajo s konicami s čebulasto streho na ravni stavbnih grebenov. Spominjajo na tako imenovano "poper grmovje" v zgodovinski trdnjavski arhitekturi. Na treh straneh dvorišča so arkade z navzkrižnimi oboki v pritličju in nadstropju.
V središču dvorišča je steber svete Trojice (tako imenovano kužno znamenje) kiparja Giovannija Giulianija in klesarja Eliasa Hügla iz kamnolomov Kaisersteinbruch, Eggenburg in Loretto, in Jožefov vodnjak ( Josefsbrunnen) klesarja Josepha Winklerja, oba iz prve polovice 18. stoletja.

### Stavba za goste
Južno od samostana in fraterije je obsežnejša mlajša samostanska stavba, ki je bila končana v sredini 16. stoletja. To je dnevna soba menihov. Podobno kot srednjeveški križni hodnik je to dvonadstropna stavba s kvadratnim dvoriščem.
Slika prikazuje pogled z juga; levo je stavba za goste, desno fasada samostanske knjižnice, v ozadju je zvonik. Vodno telo je ribnik za požarno vodo.

## Kamnolomi v Leithagebirgu
Samostan je s kraljevo donacijo leta 1203 pridobil velike kamnolome v Leithagebirgu, ki so pripadali Madžarski na meji z Avstrijo. V tistem času je v vseh samostanskih dokumentih pisalo kamnolomi Heiligenkreuzer, v vseh posvetnih arhivih so navedeni kot "cesarski kamnolomi". V 19. stoletju pa so bili enostavno označeni samo "kamnolom".
Na cesarskem Dunaju je bil v tistem času kamen z blagovno znamko Kaiserstein zelo ocenjen in se je uporabljal pri gradnji samostana: glavni portal na dvorišču, steber svete Trojice, Jožefov vodnjak, vodnjak v vrtu stavbe za goste, dunajska vrata. Poleg tega so s kamnitimi ploščami obloženi križni hodnik, stavba vodnjaka, leva stranska ladja cerkve, stopnišča in veliki kamniti portali v samostanu. Za dekorativne figure so kamen prinesli iz Eggenburga.
V bližini ruševin kapele na Klosterwiese zahodno od Kaisersteinbrucha je arheolog in polkovnik Maksimilijana Groller von Mildensee leta 1903 našel antični "Carnuntum", ki je potrdil, da so tu dnevne sobe cistercijanov.
31. oktobra 1912 je samostan pod opatom Gregorjem Pockom območje kamnolomov prodal K.u.K. Vojnemu ministrstvu za urjenje vojakov.

## Samostan kot gospodarstvo
Kot pri vseh samostanih v srednjem veku je tudi Heiligenkreuz prejemal donacije ustanoviteljev in drugih in se s sprejetjem zavezal k molitvi za umrle dobrotnike, in kadar je bilo primerno, so jih pokopali v meniškem kompleksu. Upravljanje teh skladov traja vse do današnjih dni. Donacije so še vedno pomemben vir dohodkov.

### Posest
Po podatkih Wirtschaftsblatt ima samostan Heiligenkreuz danes 19.000 hektarjev zemljišč in je drugi največji cerkveni zemljiški posestnik v Avstriji.
Samostan je imel v letu 1286 posestva v Brucku an der Leitha, na Dunaju, v Wiener Neustadtu in Marcheggu.
Glavna posest v zgodnjem sodobnem obdobju sta bila del v območju pod Manhartsbergom in del v Dunajskem gozdu. S pridobitvijo samostana Neukloster leta 1881 pa so tudi posesti tega samostana prišle v posest Heiligenkreuza.
Od leta 1913 samostanu pripada tudi grad Wasserberg pri Knittelfeldu na avstrijskem Štajerskem.

## Povezani članki
- The Cistercian Monks of Stift Heiligenkreuz
- Jama Lurške Matere Božje v Heiligenkreuzu
- Mojster iz Heiligenkreuza
- Sancta Crux
- Be&Be